# Кадыров, Халид Хож-Баудиевич
Ха́лид Хож-Бауди́евич Кады́ров (род. 19 апреля 1994, Центарой, Чечня) — российский футболист, нападающий. Воспитанник грозненского клуба «Ахмат», за который выступал на протяжении всей профессиональной карьеры.

## Карьера
Родился 19 апреля 1994 в селе Центарой Шалинского района (ныне село Ахмат-Юрт Курчалоевского района) Чечни.
Дебютировал в основном составе «Терека» в возрасте 16 лет, выйдя на замену в матче 1/16 финала Кубка России 2010/2011 годов, в гостевом матче против «Луча-Энергии». В том матче «Терек», выставивший экспериментальный состав практически без участия опытных игроков, уступил 0:4. В чемпионате России Кадыров впервые вышел на поле 6 мая 2012 года в матче «Терек» — «Амкар» (3:1), заменив Игоря Лебеденко в добавленное ко второму тайму время, уже при окончательном счёте. Первый гол забил 23 сентября 2015 года в матче 1/16 Кубка России с «Ностой» (2:0).
Выступал на позиции правого или левого полузащитника.
В 2010 году у Кадырова в «Тереке» был номер 99, в 2011—2013 — 23, в 2013—2017 — 7, с 2017 года играл под 10-м номером.
По состоянию на 2021 год является рекордсменом чемпионата России по футболу по количеству игр, проведённых в запасе — 202 игры на скамейке запасных при 19 играх на поле.
В октябре 2022 года завершил профессиональную карьеру и был назначен помощником министра Чеченской Республики по физической культуре и спорту.

## Личная жизнь
Женился 16 августа 2015 года на Джамиле Айдамировой.
Любимый клуб — «Барселона», любимый футболист — Лионель Месси. Увлекается компьютерными играми — симуляторами футбола.

## Награды
- Почётный знак «За трудовое отличие» (10 июля 2017) — за вклад в развитие физической культуры и спорта Чеченской Республики, спортивные достижения, получившие общественное признание[источник не указан 394 дня]

## Статистика
| Клуб  | Сезон   | Чемпионат | Чемпионат | Кубок | Кубок | Всего | Всего |
| Клуб  | Сезон   | Игры      | Голы      | Игры  | Голы  | Игры  | Голы  |
| ----- | ------- | --------- | --------- | ----- | ----- | ----- | ----- |
| Ахмат | 2010    | 0         | 0         | 1     | 0     | 1     | 0     |
| Ахмат | 2011/12 | 1         | 0         | 0     | 0     | 1     | 0     |
| Ахмат | 2012/13 | 0         | 0         | 0     | 0     | 0     | 0     |
| Ахмат | 2013/14 | 2         | 0         | 0     | 0     | 2     | 0     |
| Ахмат | 2014/15 | 5         | 0         | 0     | 0     | 5     | 0     |
| Ахмат | 2015/16 | 4         | 0         | 1     | 1     | 5     | 1     |
| Ахмат | 2016/17 | 0         | 0         | 0     | 0     | 0     | 0     |
| Ахмат | 2017/18 | 2         | 0         | 0     | 0     | 2     | 0     |
| Ахмат | 2018/19 | 0         | 0         | 0     | 0     | 0     | 0     |
| Ахмат | 2019/20 | 1         | 0         | 2     | 0     | 3     | 0     |
| Ахмат | 2020/21 | 5         | 0         | 2     | 0     | 7     | 0     |
| Ахмат | 2021/22 | 1         | 0         | 0     | 0     | 1     | 0     |
| Ахмат | 2022/23 | 0         | 0         | 2     | 0     | 2     | 0     |
| Ахмат | Итого   | 21        | 0         | 8     | 1     | 29    | 1     |
| Всего | Всего   | 21        | 0         | 8     | 1     | 29    | 1     |